# Antigonae
Antigonae ist Carl Orffs Vertonung in fünf Akten des Trauerspiels Antigone (griechisch Ἀντιγόνη) des antiken griechischen Dichters Sophokles in der deutschen Übersetzung durch Friedrich Hölderlin von 1804. Als direkte Musikalisierung des vollständigen Dramentextes in Hölderlins Übersetzung bildet Orffs Partitur ein Musterbeispiel für eine Literaturoper. Seine Uraufführung erlebte das Werk am 9. August 1949 im Rahmen der Salzburger Festspiele in der Felsenreitschule unter dem Dirigat von Ferenc Fricsay und in der Regie von Oscar Fritz Schuh mit Bühnenbild und Kostümen von Caspar Neher.

## Handlung
Bei dem Krieg um Theben sind Antigonaes Brüder Eteokles und Polynikes gefallen. Der Erstere hatte für Thebens König Kreon gekämpft und der Letztere auf den Seiten der feindlichen Belagerer. Deshalb verbietet Kreon, der Onkel der Toten, den Verräter zu bestatten. Antigonae kann es mit ihrem Gewissen nicht vereinbaren, dass Polynikes eine derartige Schmach widerfahren soll. Sie widersetzt sich dem Verbot und bestreut den vor den Toren der Stadt liegenden Bruder mit Sand, um so dem Gebot der Götter Genüge zu tun. Ein Wächter beobachtet sie bei ihrem Tun und verrät sie an den Regenten. Kreon verurteilt daraufhin seine Nichte, lebendig eingemauert zu werden.
Als Hämon, der Sohn des Königs und Antigonaes Verlobter, vom Urteilsspruch seines Vaters hört, ist er entsetzt. Er fleht ihn an, Gnade walten zu lassen. Damit aber stößt er bei Kreon auf taube Ohren. Verzweifelt eilt Hämon zu seiner Braut. Ohne sie hat für ihn das Leben jeglichen Sinn verloren. Nun will er mit ihr gemeinsam dem Tod entgegensehen.
Der blinde Seher Tiresias warnt den Herrscher, es werde bald aus seinem Blut einen Toten zur Sühne für jene Tote geben. Dieser Spruch gibt dem König zu denken. Es kommen ihm Zweifel, ob sein Handeln richtig war. Schließlich gelangt er zu der Einsicht, die Gefangene freizugeben. Die Nachricht will er ihr selbst überbringen, aber dazu ist es zu spät: Antigonae hat ihrem Leben bereits selbst ein Ende gesetzt. Auch Hämon konnte dies nicht verhindern und ist seiner Braut in den Tod gefolgt. Schließlich scheidet auch Kreons Gattin Euridice ob des furchtbaren Geschehens freiwillig aus dem Leben.

## Musik
Orffs textgetreue Vertonung von Friedrich Hölderlins Sophokles-Übersetzung von 1804 bedeutete die Schaffung einer neuartigen Form von Musiktheater, in welchem der Text selbst durch die Deklamation der Singstimmen seine Musikalisierung erfährt. Eine außerordentliche Reduktion der Tonhöhenstruktur in Verbindung mit dem Überwiegen des Rhythmischen bilden die wesentlichen Merkmale von Orffs Spätstil. Besonders an den großen Chören, die eine ausgeprägte Tendenz zum Aufbau größerer, geschlossener Klangflächen zeigen, lässt sich die Verfahrensweise des Komponisten aufzeigen, in Konstellationen grundtöniger Flächen ohne veritable Akkordsyntax zu denken. Orffs Verzicht auf die Grammatik der harmonischen Tonalität erlaubte es dem Komponisten, als musikalisches Äquivalent von Hölderlins archaischer Sprache die deklamierende Singstimme selbst zum Träger der Handlung zu machen. Wie Pietro Massa zeigen konnte, bildete die Hölderlin-Rezeption der deutschen Altphilologie nach dem II. Weltkrieg unter dem Einfluss Martin Heideggers einen wesentlichen Anstoß für Orffs Entscheidung, gerade die Nachdichtungen Hölderlins zu vertonen. Auch begleitete ein intensiver Gedankenaustausch mit dem Musikwissenschaftler Thrasybulos Georgiades sowie mit Wieland Wagner den Entstehungsprozess der Orff’schen Antikenopern; Orffs Freundschaft mit dem Tübinger Altphilologen Wolfgang Schadewaldt entstand freilich erst nach der Uraufführung von Antigonae.
Die Konzentration auf ein Ensemble aus Schlaginstrumenten mit bestimmter und unbestimmter Tonhöhe, ursprünglich sicherlich aus der Faszination geboren, die die einzige noch entwicklungsfähige Gruppe des Orchesters auf die Komponisten des 20. Jahrhunderts ausübte, erscheint zugleich als veritable Patentlösung für einen Komponisten, dem die Erstellung von Tonhöhenorganisationen niemals ein zentrales Anliegen gewesen war. Die Vorstellung eines arbeitsteilig ausdifferenzierten Zusammenwirkens, die das im Laufe der Jahrhunderte organisch gewachsene Orchester der abendländischen Kunstmusik auszeichnete, erscheint im Orchester von Orffs Hölderlin-Opern auf Instrumentenkonstellationen transponiert, die der europäischen Kunstmusik bisher unbekannt waren. Klavier und Xylophone, im traditionellen Orchester eher mit marginalen Aufgaben vertraut, nehmen innerhalb der Antigonae-Partitur etwa die Rolle ein, die dem Streicherkörper im Orchestersatz der Wiener Klassik zufiel. Traditionelle Instrumente der europäischen Orchestertradition – wie etwa Flöten, Oboen, Trompeten und Kontrabässe – erscheinen in Antigonae und Oedipus der Tyrann dagegen mit Funktionen betraut, die von den seltenen Schlaginstrumenten im Orchester des 19. Jahrhunderts wahrgenommen wurde: Als Sonderklangfarben mit beinahe exotischem Klangreiz werden sie nur für spezielle, dramaturgisch motivierte Aufgaben herangezogen.
Im musikhistorischen Rückblick erscheinen Orffs Antikenopern als ein außerordentlich origineller Sonderweg des Musiktheaters nach 1950, der in den Jahren seit 2000, nicht zuletzt wegen der Verwandtschaft von Orffs Musiksprache zu den Tendenzen der Minimal Music, wieder mehr Beachtung erfährt. Von den drei Antikenopern konnte sich Antigonae am besten im Repertoire behaupten, da Arthur Honeggers Oper Antigone (Brüssel, Théâtre de la Monnaie, 1927) sich trotz der Dichtung von Jean Cocteau nicht durchsetzen konnte.

### Orchester
Die Partitur von Orffs Antigonae sieht eine in der Musikgeschichte bis 1949 einzigartige Orchesterbesetzung vor:
- 6 Flöten, alle auch Piccoloflöten
- 6 Oboen, die Oboen 4–6 auch Englischhorn
- 6 Trompeten
- 4 Harfen
- 6 Konzertflügel mit 12 Spielern
- 9 Kontrabässe

Die große Schlagzeugbesetzung verlangt zehn bis fünfzehn Spieler:
- 7 bis 8 Pauken, darunter eine hohe Pauke in a
- Lithophone
- 2 bis 3 Xylophone
- 10 „Trogxylophone“ (2 Sopran-Xylophone, 6 Tenor-Xylophone, 2 Bass-Xylophone)
- eine kleine Holztrommel
- eine große Afrikanische Schlitztrommel
- 2 hohe Glocken in d5 und e5
- 3 Glockenspiele
- 4 Paare antike Zimbeln
- 3 hängende Becken (türkisch)
- 3 Paar Becken (türkisch)
- ein kleiner Amboss
- 3 Triangeln
- 2 Große Trommeln
- 6 Tamburine
- 6 Paar Kastagnetten
- 10 große javanesische Gongs in G, c, d, e, g, a, c1, d1, e1 und f1

Die Trogxylophone sind Instrumente des Orff-Schulwerks. Da sie im Orchestergebrauch wegen der chromatischen Anordnung der Stäbe ungebräuchlich sind, aber nur sie die Ausführung chromatischer Glissandi ermöglichen, wird in der gegenwärtigen Aufführungspraxis die Mehrzahl der tiefen Trogxylophone durch Marimbaphone ersetzt.
Während die Ausführung der Schlagzeugpartien zur Zeit der Uraufführung beträchtliche Anforderungen an die Schlagzeuger stellte, bietet Orffs Partitur dank der außerordentlichen Entwicklung der Schlagzeugtechnik in den vergangenen Jahrzehnten keine unüberwindlichen Hindernisse mehr.

## Aufnahmen

### Audio
- Res Fischer, Hilde Zadek, Benno Kusche, Hermann Uhde, Helmut Krebs, Lorenz Fehenberger, Ernst Haefliger, Josef Greindl; Wiener Philharmoniker, Musikalische Leitung: Ferenc Fricsay. Uraufführung 1949. Stradivarius.
- Christel Goltz, Irmgard Barth, Benno Kusche, Hermann Uhde, Paul Kuën, Karl Ostertag; Bayerisches Staatsorchester, Musikalische Leitung: Sir Georg Solti. Orfeo 1951.
- Martha Mödl, Carlos Alexander, Paul Kuën, Fritz Uhl, Josef Traxel, Kurt Böhme; Symphonieorchester des Bayerischen Rundfunks, Musikalische Leitung: Wolfgang Sawallisch. 1958.
- Inge Borkh, Carlos Alexander, Gerhard Stolze, Fritz Uhl, Ernst Haefliger, Kim Borg; Symphonieorchester des Bayerischen Rundfunks, Musikalische Leitung: Ferdinand Leitner. Deutsche Grammophon 1961.

### Video
- Katrin Gerstenberger, Anja Vincken, Oleksandr Prytolyuk, Andreas Daum, Markus Durst, Jeffrey Treganza, Sven Ehrke, Mark Adler, Thomas Mehnert, Susanne Serfling; Staatstheater Darmstadt; Regie: John Dew; Musikalische Leitung: Stefan Blunier; Videoregie: Peider A. Defilla. Wergo 2010. ISBN 978-3-7957-7834-7